# 云斑海猪鱼
云斑海猪鱼（学名：Halichoeres nigrescens），又名黑帶海豬魚、柳冷仔、黑帶儒艮鯛，为輻鰭魚綱鱸形目隆頭魚亞目隆頭魚科海豬魚屬下的一个种，分布於印度西太平洋區，從東非、南非至印度、菲律賓南部、澳洲西北部海域，體長可達14公分，棲息在沿海水淺、海草生長的岩石海域，生活習性不明。